# Caçula e Marinheiro
Caçula e Marinheiro foi uma dupla sertaneja romântica, considerada uma das mais importantes do gênero nas décadas de 1960 e 1970.
Não confundir o Caçula da dupla "Caçula & Marinheiro" com o Caçula que formou dupla com Mariano na Turma Caipira de Cornélio Pires. Trata-se apenas de coincidência de nome artístico.

## Biografia
Caçula começou como "menino-prodígio" da Sanfona e se apresentou na Rádio Rio Preto, em sua cidade-natal, com apenas 7 anos de idade, no ano de 1941. Gravou seu primeiro disco aos 20 anos de idade tocando sanfona em um trio intitulado "Irmãos Souza & Caçula" pela gravadora Star em 1953. Ao que consta, os Irmãos Souza, juntamente com Caçula, gravaram 5 discos 78 RPM entre 1953 e 1957, com composições de Zé Mariano, Zé do Rancho, Zé do Pinho, Bolinha e Caçula.
Foi por essa época, ainda em São José do Rio Preto - SP, que Caçula conheceu o Zé do Rancho, que formava dupla com Bolinha. Formaram então um trio, no ano de 1955.
No ano seguinte, Caçula conheceu Benedito na Rádio Bandeirantes de São Paulo - SP. Benedito, por sua vez já tinha o nome artístico de Marinheiro e formava com Cândido de Paula Brazão a dupla "Brazão e Marinheiro" (Cândido de Paula Brazão foi também o "primeiro Brazão" da dupla Brazão & Brasãozinho).
A dupla "Brazão e Marinheiro" gravou 2 discos 78 RPM pela gravadora Copacabana um em 1956 e outro em 1957 e obteve um certo destaque com a música "É Chato Gostar". Logo após a dupla se separou devido a personalidade incompatível de seus integrantes, Brazão tinha um temperamento forte e gostava de uma briga, já Marinheiro era o oposto, sempre calmo e tranquilo.
Pouco tempo depois de terem se conhecido, Orlando e Benedito formaram a dupla "Caçula & Marinheiro", a qual passou a se apresentar no inesquecível programa "Alvorada Cabocla", nos 1100 kHz da Rádio Nacional de São Paulo - SP (hoje Rádio Globo), sob o comando do Radialista Nhô Zé. Gravaram alguns discos 78 RPM e um LP, e logo após também separaram. Nesta época Marinheiro conheceu a filha do dono do circo onde ele se apresentava, a moça chamada Clarinda também cantava, Marinheiro então casou-se e formou dupla com ela, "Clarinda & Marinheiro" gravaram apenas um disco 78 RPM em 1961, Caçula os acompanhava  na sanfona. Mas apenas dois anos depois do casamento ao dar a luz à primeira filha do casal, Clarinda veio a falecer. Com o apoio do Caçula e também pensando em sua filha, Marinheiro encontrou forças para seguir em busca de seu sonho, e desta triste história a própria dupla Caçula e Marinheiro compôs e lançou em 1963 a música "Cantinho Do Céu" que viria a ser o maior sucesso da carreira vendendo milhões de discos e os consagrando no Brasil inteiro.
Mais tarde Marinheiro casou-se com a irmã da esposa do Caçula tornando-os assim concunhados.
Caçula & Marinheiro gravaram de 1960 a 1980 mais de 20 LP's e alguns 78 RPM.
A parceria de vinte anos findou-se em 1980 com a definitiva separação. No mesmo ano Caçula gravou seu último disco, o único ao lado de seu irmão formando a dupla "Caçula & Mazinho" enquanto Marinheiro também gravou apenas um disco com sua esposa "Marinheiro & Gercina".

## Morte
- Caçula faleceu no ano de 1989.[2]
- Marinheiro faleceu no dia 27 de dezembro de 1984 aos 55 anos de idade, vítima de choque anafilático (devido a uma injeção errada), aplicada num hospital em Piracanjuba - GO, onde seu corpo está sepultado.[2]

## Discografia
- (1960) Não Chores Assim/Destino De Um Boêmio[4]
- (1960) Volte Pra Mim/Não Chores, Mulher
- (1961) Se Você Gosta De Mim/Além Da Imaginação
- (1963) Cantinho Do Céu/Minha Dor
- (1963) Meu Casamento/Quero Estar Contigo
- (1964) Uma Cruz Desceu Do Céu/Divórcio
- (1964) Quero Beber/Calma Coração
- (1965)
- (1966)
- (1967)
- (1967) Os Românticos
- (1968) Pensando Em Ti
- (1969) As 12 Novas De Caçula e Marinheiro
- (1969) O Amor Mais Puro
- (1970) Tudo Por Amor
- (1970)
- (1971) Cantinho Do Coração
- (1971) Minha Mensagem De Amor
- (1972)
- (1972) Terra Sem Lei
- (1973) Grito Seu Nome
- (1974) Caminho Do Céu
- (1974) Eu Me Comparo a Jesus
- (1975)
- (1976)
- (1976) Cantinho De Amor
- (1976) Ébrio De Amor
- (1978) No Colo Da Noite
- (1980) Adeus Amor [5]

Caçula
- 1980 - Caçula e Mazinho - Homem De Pedra

Marinheiro
- 1961 - Clarinda e Marinheiro
- 1976 - Beny Reis
- 1981 - Marinheiro e Gercina - Pelos Caminhos Do Mundo